# Rosario (Urugwaj)
Rosario, także Villa del Rosario, Rosario Oriental lub Rosario del Colla − miasto w departamencie Colonia w Urugwaju. Położone jest nad potokiem Arroyo Colla, który tuż za miastem wpada do rzeki Rosario.
Przebiega przez miasto droga krajowa Ruta 2, a w pobliżu także Ruta 1.

## Historia
Rosario zostało założone 24 stycznia 1775 roku przez Benito Herosę, a status miasta uzyskało 17 sierpnia 1920 roku na mocy Ustawy nr 7.257

## Ludność
W 2004 populacja miasta wynosiła 9 311 mieszkańców.
| Rok  | Populacja |
| ---- | --------- |
| 1963 | 7,771     |
| 1975 | 8,292     |
| 1985 | 8,879     |
| 1996 | 9,428     |
| 2004 | 9,311     |

Źródło: Instituto Nacional de Estadística de Uruguay.